# Monodehidroaskorbat reduktaza (NADH)
Monodehidroaskorbat reduktaza (NADH) (EC 1.6.5.4, NADH:semidehidroaskorbinska kiselina oksidoreduktaza, MDHA, semidehidroaskorbat reduktaza, AFR, AFR-reduktaza, reduktaza askorbinskog slobodnog radikala, SOR, MDAsA reduktaza (NADPH), SDA reduktaza, NADH:askorbatni radikal oksidoreduktaza, NADH-semidehidroaskorbat oksidoreduktaza, askorbat slobodni radikal reduktaza, NADH:AFR oksidoreduktaza, monodehidroaskorbatna reduktaza (NADH2)) je enzim sa sistematskim imenom NADH:monodehidroaskorbat oksidoreduktaza. Ovaj enzim katalizuje sledeću hemijsku reakciju
 + + + 2 monodehidroaskorbat {\displaystyle \rightleftharpoons } + + 2 askorbat

## Literatura
- Nicholas C. Price; Lewis Stevens (1999). Fundamentals of Enzymology: The Cell and Molecular Biology of Catalytic Proteins (Third изд.). USA: Oxford University Press. ISBN 019850229X.
- Eric J. Toone (2006). Advances in Enzymology and Related Areas of Molecular Biology, Protein Evolution (Volume 75 изд.). Wiley-Interscience. ISBN 0471205036.
- Branden C; Tooze J. Introduction to Protein Structure. New York, NY: Garland Publishing. ISBN 0-8153-2305-0.
- Irwin H. Segel. Enzyme Kinetics: Behavior and Analysis of Rapid Equilibrium and Steady-State Enzyme Systems (Book 44 изд.). Wiley Classics Library. ISBN 0471303097.

## Spoljašnje veze
- Monodehydroascorbate+reductase+(NADH) на 